# Silicotuba
Silicotuba es un género de foraminífero bentónico de la familia Silicotubidae, de la superfamilia Astrorhizoidea, del suborden Astrorhizina y del orden Astrorhizida. Su especie tipo es Hyperammina grzybowskii. Su rango cronoestratigráfico abarca el Senoniense (Cretácico superior).

## Discusión
Algunas clasificaciones consideran Silicotuba un sinónimo posterior de Kalamopsis. Clasificaciones previas incluían en el suborden Textulariina del orden Textulariida

## Clasificación
Silicotuba incluye a las siguientes especies:
- Silicotuba grzybowskii †